# NGC 595
NGC 595 est une nébuleuse en émission. Cette nébuleuse est une région HII de la galaxie du Triangle (M33). Elle est donc située dans la constellation du Triangle. NGC 595 a été découvert par l'astronome prussien Heinrich d'Arrest en 1861.
Après NGC 604, NGC 595 est la deuxième nébuleuse en émission la plus brillante de M33. Elle est particulièrement riche en étoiles Wolf-Rayet, ces dernières ayant ici un sous-type spectral plus proche de leurs semblables de la Voie lactée que de celles du Grand Nuage de Magellan. NGC 595 de même que NGC 604 referment aussi des associations OB dont l'étude a permis d'établir l'âge des plus récentes périodes de formation d'étoiles de ces régions.

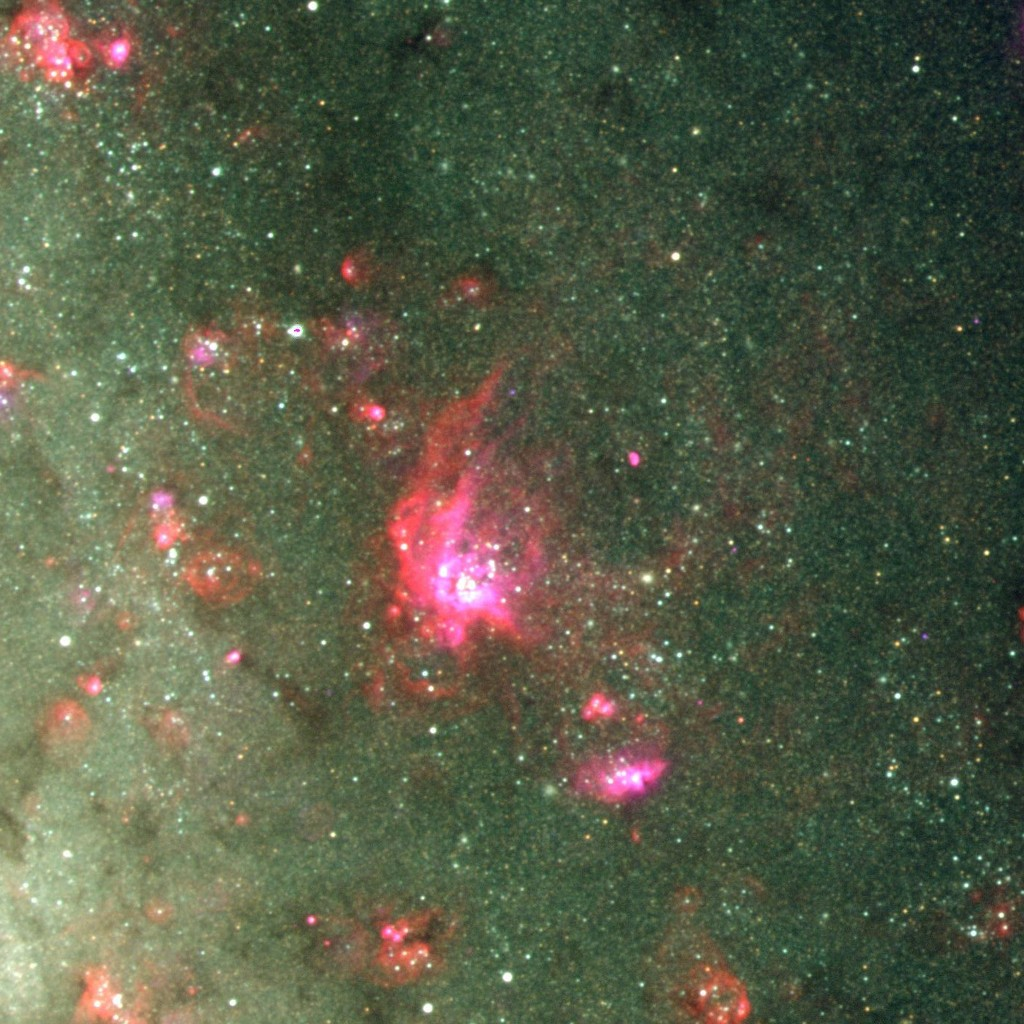
NGC 595 est situé dans la galaxie du Triangle (M33).